# Hanne Sobek
Hanne Sobek (Mirow, 18 maart 1900 – Berlijn, 17 februari 1989) was een Duitse voetballer en trainer.

## Biografie

### Spelerscarrière
Johannes Sobek werd op 18 maart 1900 geboren als Paul Friedrich Max Johannes Wiechmann. De naam Sobek nam hij later aan van zijn adoptievader. Als tien jarige begon hij te spelen voor BSC Bavaria 09 en in 1920 ging hij voor BTuFC Alemannia 90 spelen. Na enkele jaren in de subtop veroverde hij met de club de titel van Brandenburg in 1924 en nam zo deel aan de nationale eindronde, waar ze echter met 1-6 verloren van 1. FC Nürnberg. Het jaar erna verloor de club de titelfinale van Hertha en maakte na dit seizoen ook de overstap naar die club. Het was de gouden periode van Hertha want ze speelden van 1926 tot 1931 zes jaar op rij de finale om de landstitel. In 1929 kon hij, bij de vierde verloren finale voor het eerst in de finale scoren en maakte twee doelpunten tegen kampioen SpVgg Fürth, met zes treffers was hij ook topschutter van de eindronde. Een jaar later won Hertha eindelijk de finale. Tegen Holstein Kiel werd het 5-4 en nadat Kiel 0-2 voorkwam was het Sobeck die danzkij twee goals Hertha terug in de wedstrijd bracht. Ook in 1931 in de finale tegen SV 1860 München maakte hij twee goals, telkens de gelijkmaker en dankzij een goal van Willi Kirsei werden ze voor de tweede keer op rij kampioen.
Hierna waren de hoogdagen voorbij, in 1932 slaagde de club er zelfs niet in zich voor de eindronde te plaatsen en in 1933 werden ze meteen verslagen door Hindenburg Allenstein. Na de invoering van de Gauliga in 1933 kon Hertha nog kampioen worden in 1935 en 1937 maar kon geen goede resultaten meer neerzetten in de eindronde. Hij beëindigde zijn carrière op 39-jarige leeftijd.
Op 3 juni 1923 speelde hij zijn eerste interland. In totaal speelde hij tien wedstrijden en scoorde hij twee keer.

### Trainerscarrière
In 1949 werd hij trainer van Union Oberschöneweide en hij plaatste zich hiermee voor de eindronde om de titel, echter was de club een Oost-Duitse club en kregen ze geen toestemming om naar West-Duitsland te reizen. Sobek en vele van zijn spelers vluchtten hierop naar West-Berlijn en richtten daar SC Union 06 Berlin op. Van 1959 tot 1963 was hij nog trainer van Hertha en werd hier in 1961 en 1963 Berlijns kampioen mee.

### Privé-leven
Sobek huwde twee keer en uit zijn tweede huwelijk kreeg hij een zoon Bernd Sobeck, die later ook voetballer werd. Door een fout bij de geboorteregistratie werd zijn familienaam fout geschreven. Hanne Sobek overleed op 88-jarige leeftijd in Berlijn.